# Jean-Paul Marat
Jean-Paul Marat (Boudry, 24 de maio de 1743 – Paris, 13 de julho de 1793) foi um médico, filósofo, teorista político e cientista mais conhecido como jornalista radical e político da Revolução Francesa. Além de seu trabalho, era conhecido e respeitado por seu caráter impetuoso e postura descompromissada diante do novo governo. Defendia, através de seu jornal L'Ami du peuple (O Amigo do Povo), perseguições aos grupos políticos mais moderados, acusando-os de conspiração contra a revolução. Sua persistente perseguição, voz consistente e ódio aos grupos mais moderados o fizeram cair nas graças do povo e fizeram-no a principal ponte entre eles e o grupo radical Jacobino, que veio ao poder em junho de 1793. Por meses liderando um movimento de derrubada do grupo Girondino, tornou-se uma das três figuras de destaque na França, juntamente com Georges Danton e Maximilien de Robespierre.
Marat foi assassinado por Charlotte Corday, uma simpatizante dos Girondinos, com uma punhalada no peito em uma banheira. A Marat coube a popularização da expressão "inimigo do povo", que foi adotada pelo governo soviético durante o Grande Expurgo, décadas mais tarde, para rotular as pessoas acusadas de atividades contrarrevolucionárias e crimes contra o Estado. Marat costumava citar os nomes dos "inimigos do povo" em seu jornal, convocando-os para a execução.

## Família
Jean-Paul Marat (Mara) nasceu em Boudry, no Principado de Neuchâtel (agora um cantão da Suíça), na Prússia, em 24 de maio de 1743, filho mais velho de Jean Marat (Juan Salvador Mara), um nativo de Cagliari na Sardenha, e Louise Cabrol (genebrina). Seu pai foi um monge Mercedário que se converteu ao Calvinismo e emigrou em 1740 para a República de Genebra, e sua mãe era uma Huguenote.

## Educação
Aos 16 anos Marat saiu de casa buscando educar-se na França, embora consciente das oportunidades limitadas para estrangeiros (seu pai altamente instruído foi preterido para ensinar em escolas secundárias).
Seu primeiro patronato foi conseguido com a rica família Nairac em Bordeaux, onde permaneceu por dois anos como preceptor dos filhos. Mudou-se então para Paris em 1762 e estudou medicina como autodidata sem ganhar qualquer qualificação formal. Na França Jean-Paul Mara mudou seu sobrenome para "Marat". Trabalhou informalmente como médico após mudar-se para Londres em 1765. Enquanto lá esteve tornou-se amigo da artista Angelica Kauffman, da Academia Real. Seu círculo social incluía artistas italianos e arquitetos que encontrava em cafeterias no Soho. Muito ambicioso, mas sem patronos ou qualificações, procurou se inserir na cena intelectual.

## Cientista e Médico
Depois de Londres, Marat foi em 1770 para Newcastle upon Tyne. Em 1772 publica anonimamente An Essay on the Human Soul, escrito em inglês. Seguiu-se então A Philosophical Essay on Man (Ensaio Filosófico sobre o Homem, 1773), que demonstra extenso conhecimento de filósofos ingleses, franceses, alemães, italianos e espanhóis. Seu ensaio atacou o filósofo materialista Helvétius que em seu De l'Esprit ("Sobre a Mente", 1758) reduziu todas as faculdades do Homem a sensação física isoladamente e suas ações como motivadas pelo auto-interesse. Sua crença professada de que filosofia não tinha necessidade de ciência foi refutada por Marat, que alegou que um conhecimento da fisiologia poderia resolver o eterno problema da conexão mente-corpo e da localização da alma, que segundo ele era encontrada nas meninges. A crítica afiada de Voltaire (em defesa de seu amigo Helvétius) trouxe o jovem Marat para uma mais ampla atenção pela primeira vez e só ajudou a sustentar o crescente senso de divisão de Marat entre os materialistas, agrupados ao redor de Voltaire de um lado, e seus oponentes, agrupados ao redor de Rousseau do outro lado.
O primeiro trabalho político de Marat foi Chains of Slavery (Correntes da Escravatura), publicado em 1774 em Newcastle, provavelmente escrito lá também. Diz Marat que viveu de café preto e dormiu apenas duas horas por noite antes de completar os 65 capítulos em três meses – e em seguida haveria dormido por 13 dias. O livro baseia-se fortemente em obras anteriores. Propõe-se a ser "uma obra em que as tentativas clandestinas e vis dos Príncipes de arruinar a Liberdade são apontadas, e as terríveis cenas de Despotismo divulgadas", e o fez conquistar o título honorário das sociedades poéticas de Berwick, Carlisle e Newcastle.
Um ensaio sobre a gonorreia provavelmente o ajudou a obter seu diploma de médico da Universidade de St. Andrews (Escócia) em 1775. Ao regressar a Londres publicou Enquiry into the Nature, Cause, and Cure of a Singular Disease of the Eyes (Inquérito da Natureza, Causa e Cura de uma Doença Singular dos Olhos).
Em 1776 mudou-se para Paris após uma breve escala em Genebra para visitar sua família. Aqui a sua reputação como um médico altamente eficaz, juntamente com o patrocínio do Marquês de l'Aubespine (marido de uma paciente sua) garantiu-lhe uma posição como médico dos guarda-costas do Conde d'Artois (depois Charles X da França) em 1777, que pagou 2000 livres por ano, mais subsídios.
Marat foi demandado como médico da corte e da aristocracia e usou sua recente riqueza para montar um laboratório de física experimental na casa da Marquesa de l'Aubespine. Logo ele estava publicando trabalhos sobre o fogo e calor, eletricidade e luz. Até mesmo Jacques Pierre Brissot, em seu Mémoires, admitiu a influência médica de Marat no mundo de Paris. Porém quando ele apresentou suas pesquisas científicas para a Académie des Sciences de Paris, elas não foram aprovadas e ele não conseguiu ser aceito como membro. Em particular os acadêmicos ficaram revoltados com a sua temeridade em desacordo com o grande (e até agora incriticado) Newton. Marat escreveu para Benjamin Franklin que o visitou em diversas ocasiões. Goethe sempre considerou a sua rejeição por parte da academia como um exemplo flagrante de despotismo científico.
Em 1780 Marat publicou o Plan de législation criminelle. Em 1784 ele perde sua nomeação como médico do círculo do Conde d'Artois e, durante os próximos anos, completou uma nova tradução de Opticks (1787) de Newton e Mémoires académiques, ou nouvelles découvertes sur la lumière ("Memórias acadêmicas, ou novas descobertas sobre a luz", 1788), uma coletânea de artigos, incluindo um sobre o efeito da luz em bolhas de sabão.

## O Amigo do Povo

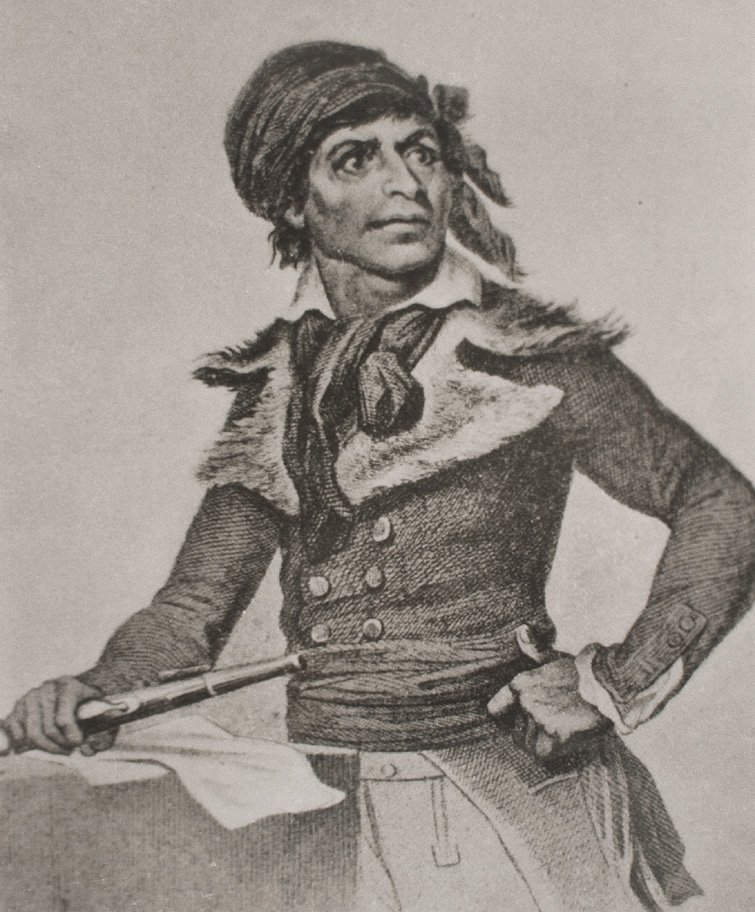
Jean-Paul Marat

Na véspera da Revolução Francesa, Marat abandonou sua carreira como cientista e médico e pegou sua caneta, em nome do Terceiro estado. Após 1788, quando o Parlamento de Paris e outros notáveis convocaram a Assembleia dos Estados Gerais, pela primeira vez em 175 anos, Marat dedicou-se inteiramente à política. Sua Offrande à la Patrie ("Oferenda à Pátria") enfatizou os mesmos pontos que o famoso Qu'est-ce que le Tiers État? ("Que é o Terceiro Estado?") de Abbé Sieyès. Quando os Estados-Gerais se reuniram, em junho de 1789, ele publicou um suplemento ao seu Offrande seguido em julho por La constitution ("A constituição") . No final de agosto apresenta uma carta à Assembleia Nacional Constituinte intitulada Tableau des vices de la Constitution Anglaise ("Tabela de falhas na constituição da Inglaterra") destinada a influenciar a estrutura da constituição da França, como uma série de riscos a evitar no novo governo.
Em 12 de setembro de 1789 Marat iniciou seu próprio jornal cotidiano, o Publiciste parisien, renomeado para L'Ami du peuple ("o amigo do povo") quatro dias depois. Nele expressou sua suspeita a todos no poder, e os chamou de "inimigos do povo". Marat era um simpatizante dos Jacobinos.
Marat atacou frequentemente os mais influentes e poderosos grupos na França, incluindo a Assembleia Constituinte, os ministros, e a corte do Châtelet. Em janeiro de 1790 ele associou-se aos radicais do Clube dos Cordeliers, então sob a liderança do advogado Georges Danton, quase foi preso por sua campanha agressiva contra o Marquês de La Fayette, e foi forçado a fugir para Londres, onde escreveu Denonciation contre Necker ("Denúncia contra Jacques Necker"), um ataque ao popular Ministro de Finanças de Luís XVI. Em maio voltou a Paris para continuar a publicação do L'Ami du peuple, e atacou muitos dos que acusava de ser "muito moderados". Entre 1789 e 1792 Marat muitas vezes escondeu-se, às vezes nos esgotos, onde contraiu uma debilitante doença crônica da pele (Dermatite herpetiforme).
Marat, um apoiador da abolição da Monarquia Bourbon, posteriormente atacou os mais moderados líderes revolucionários. Em julho de 1790 ele escreveu:
Quinhentas ou seiscentas cabeças cortadas teriam assegurado o seu descanso, liberdade e felicidade. Uma falsa humanidade segurou seus braços e suspendeu seus golpes, por isso, milhões de se perder as suas vidas.

## Eventos
Marat tinha esperança na Assembleia Constituinte, mas perdeu a fé nas ações da Assembleia Legislativa.
Em janeiro de 1792 casou-se com Simone Évrard, de 26 anos, cunhada de Jean Antoine Corne, o tipógrafo de L'Ami du peuple.
Durante esse tempo Marat foi frequentemente criticado, e começou a se esconder até a Jornada de 10 de Agosto de 1792, quando o Palácio das Tuileries estava sitiado e a família real abrigada na Assembleia Legislativa. A invasão do palácio foi parcialmente causada pelo manifesto do Duque de Brunswick, que apelou para o esmagamento da Revolução, e ajudou a inflamar a revolta popular em Paris.

## A Convenção Nacional

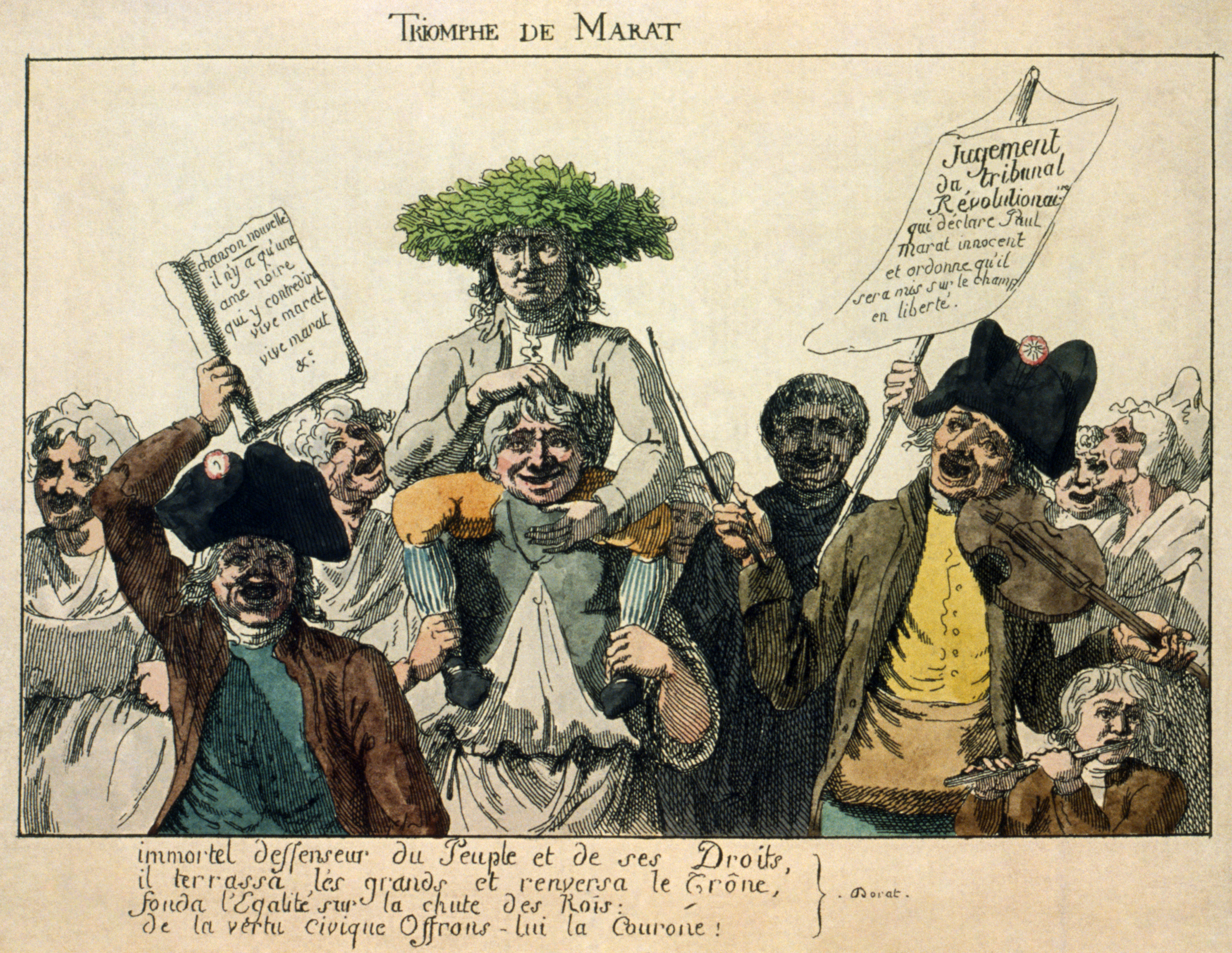
"O Triunfo de Marat": uma gravura popular de Marat sendo suportado por uma alegre multidão após a sua absolvição

Embora ainda sem filiação partidária, Marat foi eleito para a Convenção Nacional em setembro de 1792 para representar o povo da França. Quando a França foi declarada uma República em 22 de setembro, Marat parou de imprimir seu jornal L'ami du peuple e, três dias depois, começou o Journal de la république française ("Diário da República Francesa"). Muito como o L'ami du peuple, ele criticava muitas das figuras políticas da França, e tornou impopular Marat com seus colegas da Convenção.
Sua postura durante o julgamento do deposto rei Luís XVI foi única. Ele declarou que era injusto acusar Luís para qualquer coisa antes de sua aceitação da Constituição francesa de 1791, e, apesar de acreditar que a morte do monarca seria boa para o povo, ele não permitia Guillaume-Chrétien de Lamoignon de Malesherbes, o conselheiro do rei, a ser atacado em seu jornal, e falou dele como um "sage et respectable vieillard" (sábio e respeitável velho).
Em 21 de janeiro de 1793 o rei Luís foi guilhotinado, o que causou turbulência política. De janeiro a maio Marat lutou amargamente contra os Girondinos, que ele acreditava serem inimigos encobertos do republicanismo. Os Girondinos ganharam o primeiro round, quando a Convenção ordenou que Marat devia ser julgado perante o Tribunal Revolucionário. No entanto, seus planos foram minados quando Marat foi absolvido e voltou para a Convenção com um maior perfil público e considerável apoio popular.

## A morte de Marat
Veja também: Charlotte Corday

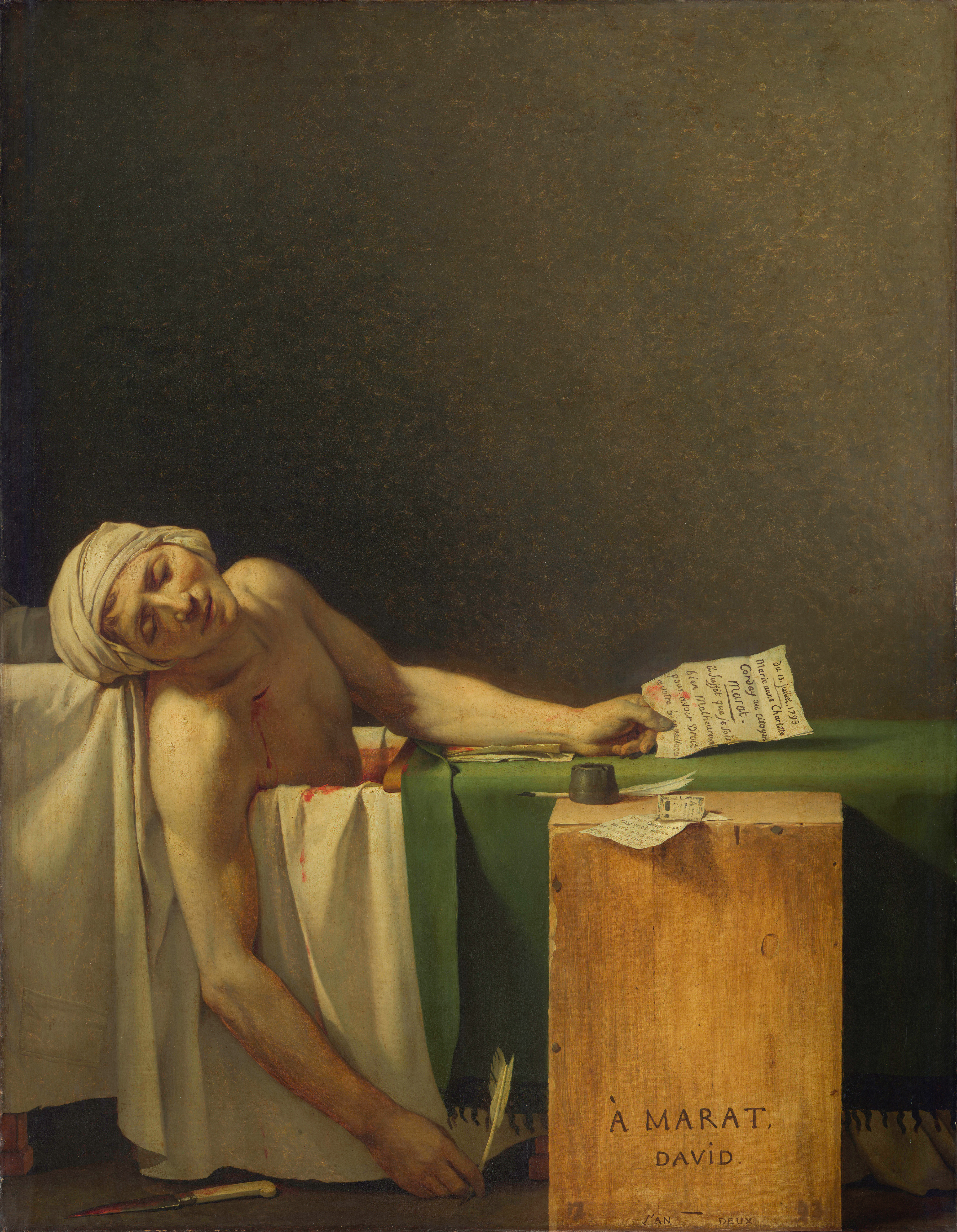
A morte de Marat por Jacques-Louis David (1793)

A queda dos Girondinos em 2 de julho, provocada por François Hanriot, o novo líder da Guarda Nacional, tornou-se uma das últimas conquistas de Marat. Suas cartas à Convenção não receberam atenção, agora que os Montagnards não precisavam mais de seu apoio contra o Girondinos. Marat tinha tudo, mas desapareceu da cena política. Após sua vitória, Robespierre e outros líderes políticos começaram a separar-se dele, agora que a sua utilidade parecia ter durado mais do que deveria, e, consequentemente, Marat perdeu a sua influência. Sua doença de pele ia piorando, e seu último recurso para evitar o desconforto era tomar banhos medicinais. Marat estava em sua banheira em 13 de julho de 1793 quando uma jovem mulher, Charlotte Corday, dizendo ser uma mensageira de Caen (onde Girondinos fugidos estavam tentando ganhar uma base na Normandia) pediu para ser admitida em suas dependências.
Quando ela entrou, ele pediu o nome dos deputados que a ofenderam, escreveu os nomes e disse "eles devem ser todos guilhotinados". Em seguida, Corday pegou uma faca e esfaqueou-o no peito. Ele gritou "Aidez-moi, ma chère amie!" ("Ajude-me, cara amiga") e morreu. Corday estava horrorizada com os assassinatos em massa na guilhotina provocados pela paranoia de Marat. (Cerca de 40 mil pessoas perderam suas vidas na guilhotina e grande parte sem nenhum julgamento). O assassinato de Marat provocou represálias em que milhares de adversários dos Jacobinos – tanto monárquicos como Girondinos – foram executados em supostas acusações de traição. Charlotte foi guilhotinada em 17 de julho de 1793 por homicídio. Durante seus quatro dias de julgamento testemunhou que havia realizado o assassinato sozinha, dizendo "Eu matei um homem para salvar 100 mil".

## Marat na Memória da Revolução

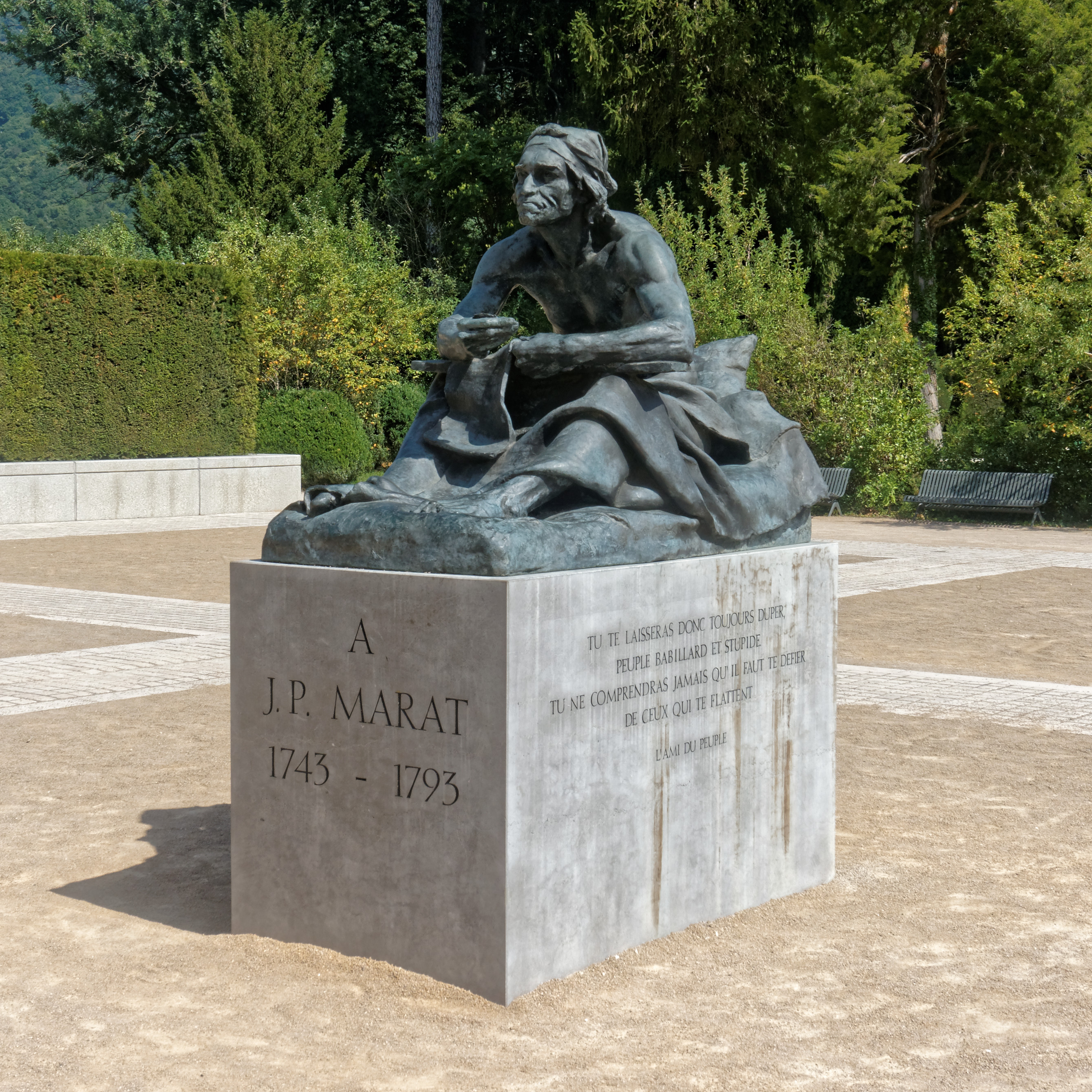
Estátua de Marat em frente ao museu da Revolução Francesa

O assassinato de Marat levou-o à apoteose. O pintor Jacques-Louis David foi chamado a organizar um grande funeral. David assumiu a tarefa de imortalizar Marat, embelezando sua pele que estava descolorida devido a doença crônica de pele. Todos da Convenção Nacional assistiram ao funeral de Marat; ele foi enterrado no jardim do Convento dos Cordeliers. Seu coração foi embalsamado separadamente e colocado numa urna num altar erigido em sua memória nos Cordeliers. Seus restos mortais foram transferidos para o Panthéon de Paris em 25 de novembro de 1793 e seu papel quase messiânico na Revolução foi confirmado com a elegia: Como Jesus, Marat amou ardentemente as pessoas, e apenas elas. Como Jesus, Marat odiou reis, nobres, sacerdotes, vilões e, como Jesus, ele nunca parou de lutar contra estas pragas do povo.
Em 20 de novembro de 1793 a cidade de Le Hâvre de Grâce mudou seu nome para Le Hâvre de Marat e, em seguida, Hâvre-Marat. Quando os Jacobinos iniciaram a sua campanha de descristianização para instituir o Culto da Razão de Hébert e Chaumette e o Culto do Ser Supremo de Robespierre, Marat foi feito um quase-santo, e seu busto frequentemente substituía crucifixos nas antigas igrejas de Paris.
No entanto, após a Reação termidoriana a reputação de Marat diminuiu. Em 13 de janeiro de 1795 o nome da cidade de Hâvre-Marat ficou simplesmente Le Havre, o nome que ostenta hoje. Em fevereiro o seu caixão foi retirado do Panthéon de Paris e seus bustos e esculturas foram destruídos. Seu lugar de descanso final é o cemitério da igreja de Saint-Étienne-du-Mont.
Continuou a ser estimado na União Soviética. Marat tornou-se um nome comum e o navio de guerra russo Petropavlovsk foi renomeado Marat em 1921. Uma rua no centro de Sevastopol foi nomeada Marat em 3 de janeiro de 1921, pouco depois dos bolcheviques tomarem a cidade.

## Publicações
- A Philosophical Essay on Man (1773) (em inglês)
- The Chains of Slavery (1774) (em inglês)
- An Essay on Gleets &c.(1775) (em inglês)
- Enquiry into the Nature, Cause, and Cure of a Singular Disease of the Eyes (1776) (em inglês)
- De l'Homme (1776) (tradução de sua obra inglesa de 1773)
- Découvertes de M. Marat sur le feu, l'électricité et la lumière (1779)
- Plan de Législation Criminelle (1780)
- Recherches physiques sur le feu (1780)
- Découvertes de M. Marat sur la lumière, constatées par une suite d'expériences nouvelles (1780)
- Recherches physiques sur l'électricité, &c (1782)
- Mémoire sur l'électricité médicale (1783)
- Notions élémentaires d'optique (1784)
- Lettres de l'observateur Bon Sens à M. de M sur la fatale catastrophe des infortunés Pilatre de Rozier et Ronzain, les aéronautes et l'aérostation (1785)
- Observations de M. l'amateur Avec à M. l'abbé Sans . . . &c., (1785)
- Éloge de Montesquieu : présenté à l'Académie de Bordeaux, le 28 mars 1785 / par J.-P. Maratz ; publié avec une introduction, par Arthur de Brézetz,...Éloge de Montesquieu] (1785) (participação no concurso da Academia provincial publicada pela primeira vez em 1883 por M. de Bresetz)
- Optique de Newton (1787)
- Mémoires académiques (1788)
- Offrande à la Patrie (1789)(panfleto)
- Constitution, ou projet de déclaration des Droits de l'Homme et du Citoyen (1789) (panfleto)
- Les Charlatans modernes, ou lettres sur le charlatanisme académique (L'Ami du Peuple, 1791) (panfleto)
- Les chaînes de l'Esclavage (1792) (tradução de sua obra inglesa de 1774)
- Les Aventures du jeune comte Potowski (manuscrito inédito impresso pela primeira vez em inglês em 1905; recentemente traduzido para o francês, mas a autenticidade é contestada)
- La Correspondance de Marat (publicado em 1908 por Charles Vellay)

## Citações
- "Nada supérfluo pode legitimamente pertencer a nós, enquanto outros passam necessidades."
- "Para garantir a tranquilidade pública, mais duzentas e setenta mil cabeças devem rolar."
- "O Homem tem o direito de lidar com os opressores devorando seus corações palpitantes."
- " A desejada igualdade não pode existir na sociedade como não existe na natureza."